# Rinaldo in campo
Rinaldo in campo est une comédie musicale en deux actes de Garinei et Giovannini réalisée en 1961. 

## Thème
L'histoire raconte l'épopée du brigand Rinaldo Dragonera, une sorte de Robin des Bois qui vole les riches pour aider les plus démunis, actif en Sicile orientale, dans la région de Catane. Angelica, une noble femme sicilienne qui soutient la cause de Garibaldi, tombe amoureuse de lui.
et lui fait comprendre que le vol, même pour aider les pauvres, est toujours un crime. Dragonera décide donc de rejoindre Garibaldi pour la libération de sa Sicile de l'occupation des Bourbons. 
La morale est que l'amour parvient à surmonter toutes les épreuves et à changer l'âme de la personne la plus mauvaise.

## Notice technique
- Réalisation : Garinei et Giovannini
- Texte : Garinei et Giovannini
- Musique : Domenico Modugno
- Chorégraphie : Herbert Ross
- Décors : Giulio Coltellacci
- Costumes : Giulio Coltellacci
- Début : 12 septembre 1961

## Première
La « première » a lieu au théâtre Vittorio Alfieri (it) de Turin le 12 septembre 1961, lors des fêtes  du centenaire de l'unité d'Italie.

## Distribution
- Domenico Modugno, Delia Scala, Paolo Panelli, Italia Chiesa, Simona Sorrisi, Gianna Zorini, Maria Teresa Dal Medico, Attilio Bossio, Ciccio Ingrassia, Franco Franchi, Goffredo Spinedi, Toni Ventura, Giuseppe Porelli, Angelo Peticet[2].

## Organisation et chansons
Acte I
- Introduction
- Dragonera
- Cantastorie (1re partie)
- Orizzonti di gioia
- Lupi e pecorelle
- Notte chiara
- Pizzica pizzica
- Duetto sì e no
- Danza dei bastoni

Acte II
- Introduction (2e partie)
- Non siete degni
- Orizzonti di gioia (ripresa)
- Tre somari e tre briganti
- Danza dei coltelli
- Calatafimi
- La bandiera
- Cantastorie (2e partie)
- Se Dio vorrà[2].